# JPN
JPN е третият студиен албум на японското трио Парфюм, издаден на 30 ноември 2011 от музикалната компания Tokuma Japan Communications. От албума следните песни стават сингли: Fushizen na Girl/Natural ni Koishite, Voice, Nee, Laser Beam/Kasuka na Kaori и Spice.

## Песни
Всички песни са композирани и написани от Ясутака Наката.
| 1.    | The Opening                              | 1:12 |
| 2.    | レーザービーム (Laser Beam) (Album-mix)  | 3:10 |
| 3.    | Glitter (Album-mix)                      | 5:41 |
| 4.    | ナチュラルに恋して (Natural ni Koishite) | 3:08 |
| 5.    | My Color                                 | 5:04 |
| 6.    | 時の針 (Toki no Hari)                    | 2:30 |
| 7.    | ねぇ (Nee)                               | 4:27 |
| 8.    | 微かなカオリ (Kasuka na Kaori)           | 4:49 |
| 9.    | 575                                      | 4:27 |
| 10.   | Voice                                    | 4:13 |
| 11.   | 心のスポーツ (Kokoro no Sport)           | 4:08 |
| 12.   | Have a Stroll                            | 4:36 |
| 13.   | 不自然なガール (Fushizen na Girl)        | 3:59 |
| 14.   | スパイス (Spice)                         | 3:53 |
| 55:10 |                                          |      |

|  | Тази страница частично или изцяло представлява превод на страницата JPN (album) в Уикипедия на английски. Оригиналният текст, както и този превод, са защитени от Лиценза „Криейтив Комънс – Признание – Споделяне на споделеното“, а за съдържание, създадено преди юни 2009 година – от Лиценза за свободна документация на ГНУ. Прегледайте историята на редакциите на оригиналната страница, както и на преводната страница, за да видите списъка на съавторите. ВАЖНО: Този шаблон се отнася единствено до авторските права върху съдържанието на статията. Добавянето му не отменя изискването да се посочват конкретни източници на твърденията, които да бъдат благонадеждни. |